# جورج جيبسون (لاعب كريكت أسترالي)
جورج جيبسون (15 أكتوبر 1827 في أستراليا - 8 أكتوبر 1873 في أستراليا) (بالإنجليزية: George Gibson)‏ هو لاعب كريكت أسترالي. لعب مع فريق تسمانيا للكريكت.

## وصلات خارجية
- جورج جيبسون (لاعب كريكت أسترالي) على موقع إي آس بي آن كريك إنفو (الإنجليزية)